# Knorrande gurami
Knorrande gurami (Trichopsis vittata) är en fiskart som först beskrevs av Cuvier, 1831.  Knorrande gurami ingår i släktet Trichopsis och familjen Osphronemidae. IUCN kategoriserar arten globalt som livskraftig. Inga underarter finns listade i Catalogue of Life.